# Лиственничная (приток Шапкиной)
Лиственничная — река в России в Республике Коми и Ненецком АО. В верховье протекает через Лиственничное озеро. Устье реки находится в 127 км по правому берегу реки Шапкиной. Длина реки составляет 40 км.

## Данные водного реестра
По данным государственного водного реестра России относится к Двинско-Печорскому бассейновому округу, водохозяйственный участок реки — Печора от водомерного поста Усть-Цильма и до устья, речной подбассейн реки — бассейны притоков Печоры ниже впадения Усы. Речной бассейн реки — Печора.
Код объекта в государственном водном реестре — 03050300212103000082431.